# Bill Dodd
William Joseph „Bill“ Dodd (* 25. November 1909 in Liberty, Liberty County, Texas; † 16. November 1991 in Baton Rouge, Louisiana) war ein US-amerikanischer Politiker. Zwischen 1948 und 1952 war er Vizegouverneur des Bundesstaates Louisiana.

## Werdegang
Noch in seiner Kindheit kam Bill Dodd mit seinen Eltern in das Sabine Parish in Louisiana. Im Jahr 1934 absolvierte er die Louisiana Normal School, die heutige Northwestern State University. Zwischenzeitlich war er auch als professioneller Baseballspieler in Wyoming aktiv. Zeitweise unterrichtete er in Louisiana auch als Lehrer. Politisch schloss er sich der Demokratischen Partei an. Zwischen 1940 und 1948 saß er als Abgeordneter im Repräsentantenhaus von Louisiana. Während dieser Zeit nahm er als Leutnant der United States Army am Zweiten Weltkrieg teil. Dabei war er in Europa eingesetzt. Danach studierte er an der Louisiana State University in Baton Rouge Jura. Nach seiner 1947 erfolgten Zulassung als Rechtsanwalt begann er in diesem Beruf zu arbeiten.
1948 wurde Dodd an der Seite von Earl Long zum Vizegouverneur von Louisiana gewählt. Dieses Amt bekleidete er zwischen 1948 und 1952. Dabei war er Stellvertreter des Gouverneurs und Vorsitzender des Staatssenats. Zwischen 1952 und 1956 war Dodd Mitglied des Staatsvorstands seiner Partei. Eines seiner Ziele war seine Wahl zum Gouverneur. Als Earl Long 1951 einen Herzanfall erlitt, sah er bereits die Chance auf dieses Amt. Long erholte sich aber wieder. In den Jahren 1952 und 1959 unterlag Dodd in den Gouverneursvorwahlen seiner Partei. Zwischen 1956 und 1960 bekleidete er das Amt des State Auditor. Von 1960 bis 1964 gehörte er dem Bildungsausschuss seines Staates an; zwischen 1964 und 1972 war er als Education Superintendent Bildungsminister von Louisiana. Sein größtes Ziel, die Gouverneurswürde, erreichte er nie. Bill Dodd starb am 16. November 1991 in Baton Rouge, wo er auch beigesetzt wurde.